# Radio VK
Radio VK (akronim od Velika Kikinda) je bila regionalna radio stanica na području severnobanatskog okruga. Svoj program emitovala je iz Kikinde od kraja 2007. godine na frekvenciji 98.3 MHz FM stereo. Radio nosi epitet "prvi nezavisni vojvođanski radio" s obzirom da je sa emitovanjem počeo juna 1997. godine na frekvenciji 102.3 MHz u vreme velike medijske represije u Srbiji. Radio je od početka radio u okviru tadašnje ANEM mreže i reemitovao svetske servise kao što su VOA, DW i BBC.
Radio je tokom 90-tih 6 puta zatvaran od strane tadašnjeg Saveznog Ministarstva za Saobraćaj i veze. Tokom tih godina radile su i sestrinske radio stanice VK2 (93.7 MHz) i VK Studio Senta (91.1 MHz).
Radio nije menjao svoju koncepciju koja uključuje emitovanje klasične pop-rok muzike (pretežno strane produkcije) i informativnog programa. Posluje u okviru firme "Jet Company" u okviru koje je do 16.11.2016. radila i VK TV, a koja je 2008. godine rešenjem RRA dobila lokalnu dozvolu da području opštine Kikinda za emitovanje na UHF kanalu 39.
16.11.2016. "Jet Company" obustavio je emitovanje i radijskog i televizijskog programa i vratio dozvole za emitovanje REM-u.

## Spoljašnje veze
- Zvanični sajt
- Zvanična Fejsbuk stranica
- Zvanični Tviter profil
- Zvanični Jutjub kanal
- Rešenje o oduzimanju dozvole na sajtu REM-а Архивирано на веб-сајту  (13. јануар 2017)